# ボア亜科
ボア亜科（ボアあか、Boinae）は、爬虫綱有鱗目ボア科に属する亜科。模式属はボア属。

## 分布
北アメリカ大陸、南アメリカ大陸、ソロモン諸島、パプアニューギニア、マダガスカル、東インド諸島

## 形態
最大種はオオアナコンダで最大全長は5m以上に達するとされる。最大でも100cm程にしかならない同科のスナボア亜科に比べて総じて大型。体形は地上棲の種では太いが、樹上棲の種では細い。
同科のスナボア亜科と異なり赤外線受容体器官（ピット器官）が鱗と鱗の隙間にある。

## 生態
主に森林に生息する。種によっては民家近く等の様々な環境に生息する。ツリーボア属のように完全樹上棲種もいれば、成長に従い樹上棲から地上棲へと生活を変化させる種もいる。スナボア亜科とは異なり砂漠のような完全に乾燥した環境に生息する種はいない。逆に多湿な環境を好む傾向があり、アナコンダ属のように頻繁に水に漬かることを好む種もいる。
食性は動物食で、体の大きさに応じた魚類、両生類、爬虫類、鳥類、哺乳類を食べる。種によっては家畜や人間を捕食した例もある。獲物が目の前を通りかかると素早く襲いかかり、長い身体で絞め殺してから丸呑みにする。
繁殖形態は卵胎生。

## 分類
分類・和名は田原(2022)による。
- ボア属 Boa
  - Boa constrictor ボアコンストリクター
  - Boa imperator チュウベイボア
  - Boa nebulosa ウスグロボア
  - Boa orophias セントルシアボア
  - Boa sigma セイガンボア
- カガヤキボア属 Chilabothrus
  - Chilabothrus ampelophis ホソツルボア
  - Chilabothrus augulifer キューバボア
  - Chilabothrus argentum シロガネボア
  - Chilabothrus chrysogaster ツヤハラボア
  - Chilabothrus exsul グレートアボコボア
  - Chilabothrus fordi フォードボア
  - Chilabothrus gracilis ツルボア
  - Chilabothrus granti ヴァージンアイランズボア
  - Chilabothrus inornatus プエルトリコボア
  - Chilabothrus monensis モナボア
  - Chilabothrus schwartzi ウスツヤボア
  - Chilabothrus striatus イスパニョーラボア
  - Chilabothrus strigilatus バハマボア
  - Chilabothrus subflavus ジャマイカボア
- ツリーボア属 Corallus
  - Corallus annulatus リングツリーボア
  - Corallus batesii ベイツエメラルドツリーボア
  - Corallus bronbergi ブロンベルグツリーボア
  - Corallus caninus エメラルドツリーボア
  - Corallus cooki クックツリーボア
  - Corallus cropanii カワリボア
  - Corallus grenadensis グレナダツリーボア
  - Corallus hortulana アマゾンツリーボア
  - Corallus rushenbergerii チュウベイツリーボア
- ニジボア属 Epicrates
  - Epicrates alvarezi アルゼンチンニジボア
  - Epicrates assisi カーディンガニジボア
  - Epicrates cenchria ブラジルニジボア
  - Epicrates crassus パラグアイニジボア
  - Epicrates maurus コロンビアニジボア
- アナコンダ属　Eunectes
  - Eunectes akayima
  - Eunectes beniensis ボリビアアナコンダ
  - Eunectes deschauenseei マダラアナコンダ
  - Eunectes murinus オオアナコンダ
  - Eunectes notaeus キイロアナコンダ

## 人間との関係
オオアナコンダは人間を絞め殺した記録がある。
飼育にあたって、都道府県によっては条例により地方自治体の許可が必要だったが、動物愛護法の改正により2007年現在特定動物として指定された種を除いては飼育することに対しての法規制はない。特定動物にはオオアナコンダとボアコンストリクターが指定されている。キイロアナコンダは和名に「アナコンダ」が入っており、特定動物と思われがちだが、動物愛護法で表記されている「アナコンダ」は「オオアナコンダ(Eunectes murinus)」のことを示しており、特定動物から外れる。
総じて低温と乾燥に弱いため、日本の冬は特に注意が必要になる。また大型で力が強いため、ケージの閉め忘れや意外な隙間からの脱走にも気を配る必要がある。

## 画像

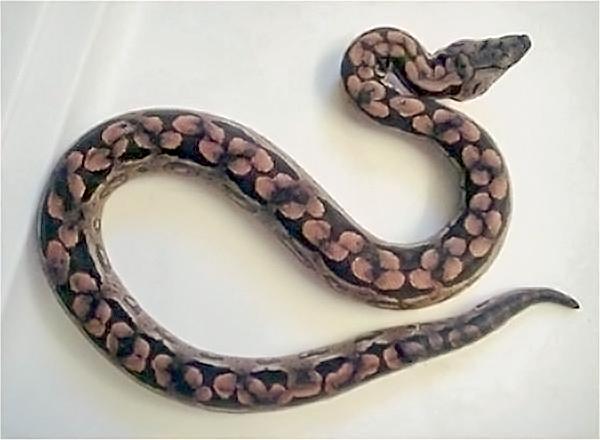
デュメリルボア A. dumerili
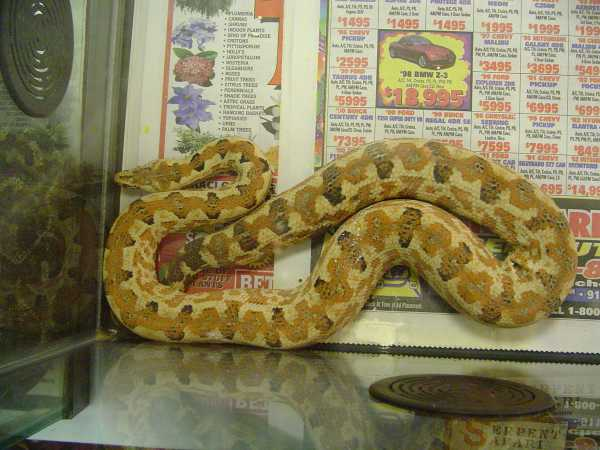
ハブモドキボア C. cf. carinata
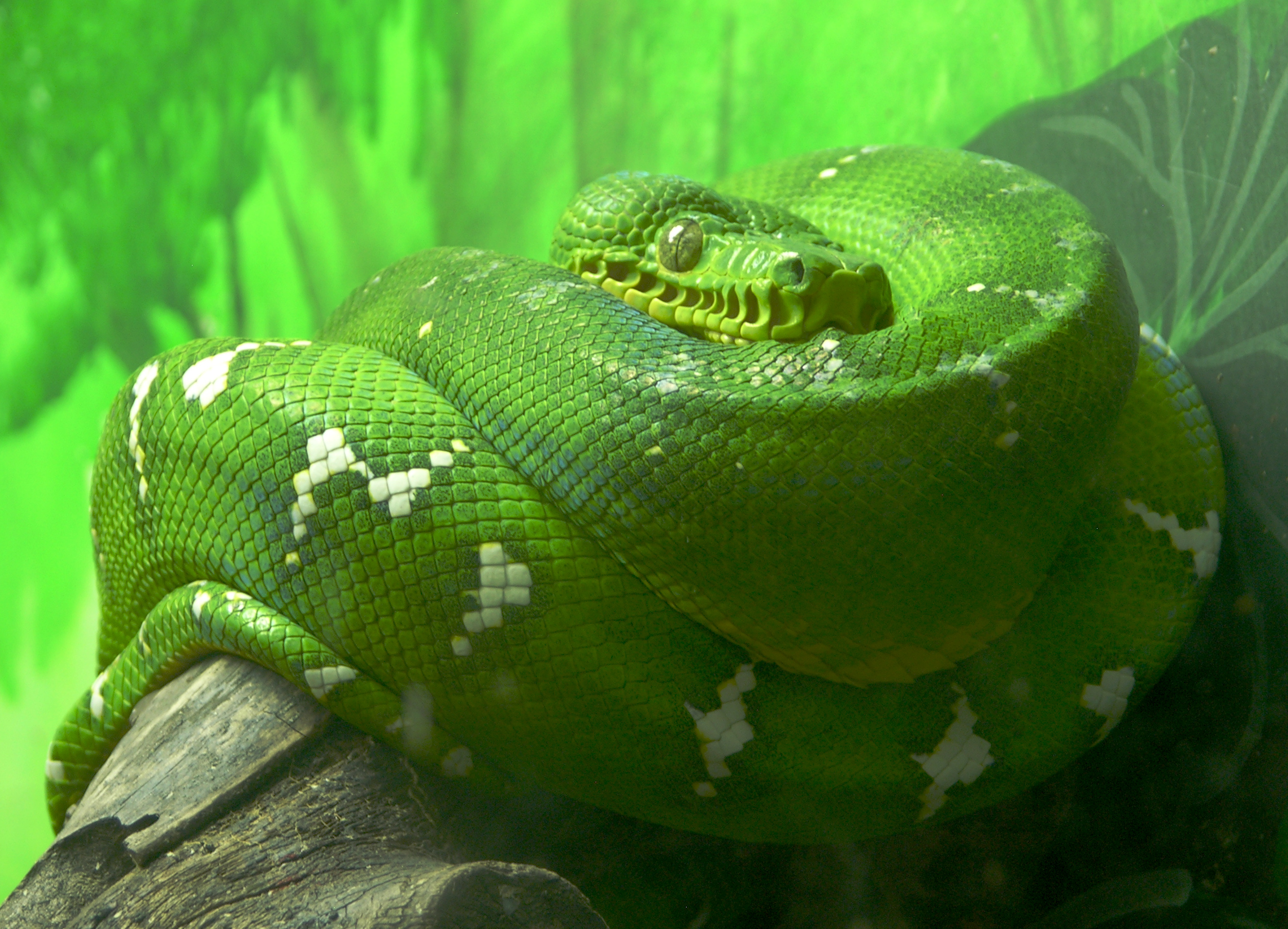
エメラルドツリーボア C. caninus
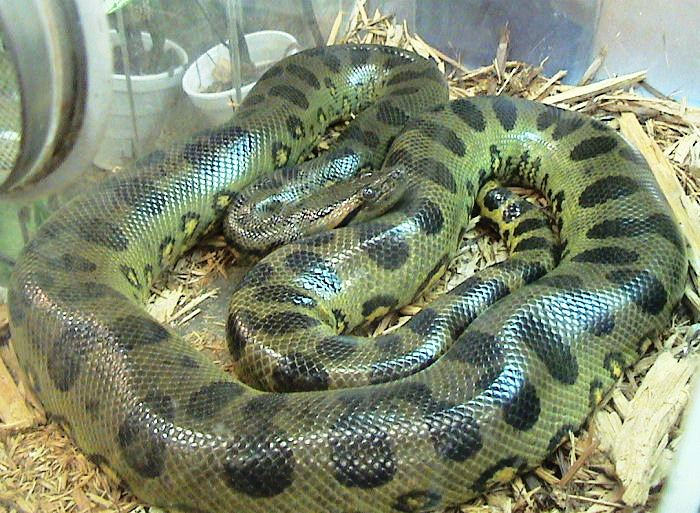
オオアナコンダ E. murinus
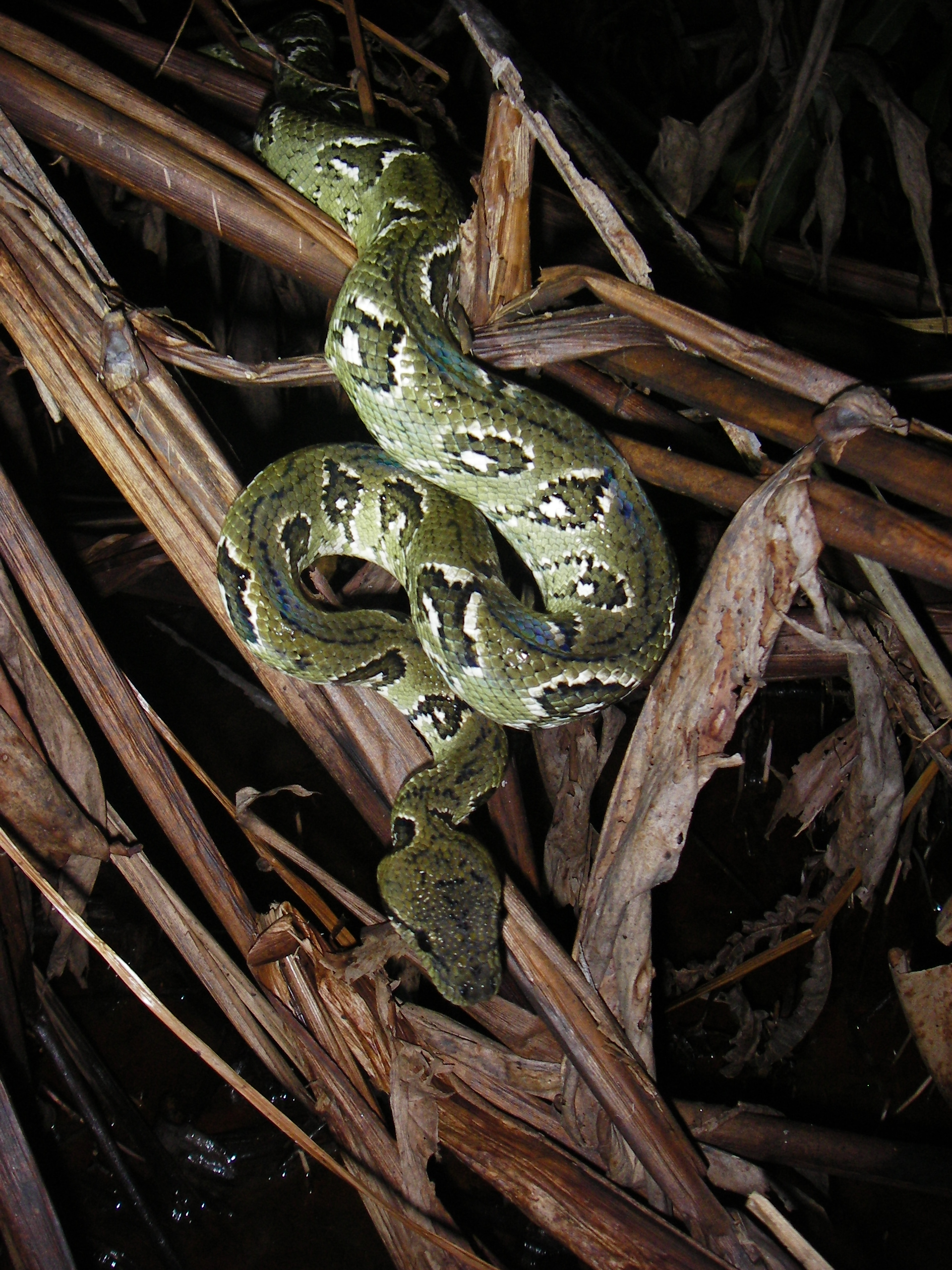
サンジニアボア S. madagascariensis